# 懷淑公主
懷淑公主，名朱徽娟，諡悼懿，1604年—1610年。明朝公主，明光宗嫡长女（一说排行第二），母亲是孝元貞皇后郭氏。《春明夢餘錄》作悼淑公主。
七岁早薨，当时她的父亲明光宗还只是太子。明光宗即位一月即死，她的庶弟明熹宗在位时，追封她为懷淑公主。